# Comuna Șevcenkove, Reșetîlivka
Șevcenkove (în ucraineană Шевченкове) este o comună în raionul Reșetîlivka, regiunea Poltava, Ucraina, formată din satele Drujba, Frunzivka, Șamraiivka și Șevcenkove (reședința).

## Demografie
Componența lingvistică a comunei Șevcenkove
     Ucraineană (94,25%)
     Rusă (3,42%)
     Română (2,05%)
     Alte limbi (0,14%)
Conform recensământului din 2001, majoritatea populației comunei Șevcenkove era vorbitoare de ucraineană (94,25%), existând în minoritate și vorbitori de rusă (3,42%) și română (2,05%).